# Badminton-Mannschaftseuropameisterschaft 2018
Bei der Badminton-Mannschaftseuropameisterschaft 2018 wurden die europäischen Mannschaftstitelträger bei den Damen- und Herrenteams ermittelt. Die Titelkämpfe fanden vom 13. bis zum 18. Februar 2018 im russischen Kasan statt. Die Meisterschaft war gleichzeitig Qualifikationsturnier für den Thomas Cup 2018 und den Uber Cup 2018.

## Medaillengewinner
| Disziplin | Gold | Silber | Bronze |
| --- | --- | --- | --- |
| Herrenteam | Dänemark Anders Antonsen Anders Skaarup Rasmussen David Daugaard Emil Holst Hans-Kristian Vittinghus Jan Ø. Jørgensen Kim Astrup Mads Conrad-Petersen Mads Pieler Kolding Mathias Christiansen Rasmus Gemke Viktor Axelsen | England Ben Lane Chris Langridge David Jones Marcus Ellis Peter Briggs Rajiv Ouseph Sam Parsons Sean Vendy Toby Penty Tom Wolfenden    | Deutschland Alexander Roovers Fabian Roth Jones Ralfy Jansen Josche Zurwonne Kai Schäfer Lars Schänzler Marc Zwiebler Mark Lamsfuß Marvin Seidel Max Weißkirchen Peter Käsbauer                                                     |
| Frankreich Arnaud Merklé Bastian Kersaudy Brice Leverdez Gaëtan Mittelheisser Julien Maio Léo Rossi Lucas Claerbout Lucas Corvée Ronan Labar Thom Gicquel Thomas Rouxel Toma Junior Popov | | | |
| Damenteam | Dänemark Christinna Pedersen Julie Dawall Jakobsen Julie Finne-Ipsen Kamilla Rytter Juhl Line Kjærsfeldt Maiken Fruergaard Mia Blichfeldt Natalia Koch Rohde Rikke S. Hansen Sara Thygesen Sofie Holmboe Dahl              | Deutschland Carla Nelte Fabienne Deprez Isabel Herttrich Johanna Goliszewski Lara Käpplein Linda Efler Luise Heim Olga Konon Yvonne Li | Russland Alina Davletova Anastasiia Akchurina Anastasiia Pustinskaia Anastasiia Semenova Ekaterina Bolotova Elena Komendrovskaja Elizaveta Pyatina Evgeniya Kosetskaya Ksenia Evgenova Natalia Perminova Nina Vislova Olga Morozova |
| Spanien Beatriz Corrales Carolina Marín Clara Azurmendi Elena Fernandez Lorena Uslé Sara Peñalver Pereira                                                                                 | | | |

## Herren

### Teams
| Gruppe 1                        | Gruppe 2                         | Gruppe 3                                   | Gruppe 4                           | Gruppe 5                              | Gruppe 6                          | Gruppe 7                                  |
| ------------------------------- | -------------------------------- | ------------------------------------------ | ---------------------------------- | ------------------------------------- | --------------------------------- | ----------------------------------------- |
| Dänemark Israel Kroatien Irland | England Ungarn Slowakei Grönland | Deutschland Island Luxemburg Aserbaidschan | Russland Bulgarien Spanien Belgien | Frankreich Ukraine Österreich Litauen | Polen Italien Portugal Tschechien | Finnland Estland Norwegen Türkei Lettland |

### Gruppenphase

#### Gruppe 1
| Gruppe 1 |          |        |     |   |   |    |    |      |
|          | Team     | Punkte | Sp. | G | V | g  | v  | Diff |
| 1        | Dänemark | 3      | 3   | 3 | 0 | 14 | 1  | +13  |
| 2        | Irland   | 2      | 3   | 2 | 1 | 10 | 5  | +5   |
| 3        | Kroatien | 1      | 3   | 1 | 2 | 4  | 11 | −7   |
| 4        | Israel   | 0      | 3   | 0 | 3 | 2  | 13 | −11  |

| 13. Februar | Dänemark | 5 | 0 | Israel   |
| 13. Februar | Kroatien | 1 | 4 | Irland   |
| 14. Februar | Dänemark | 5 | 0 | Kroatien |
| 14. Februar | Israel   | 0 | 5 | Irland   |
| 15. Februar | Dänemark | 4 | 1 | Irland   |
| 15. Februar | Israel   | 2 | 3 | Kroatien |

- Dänemark gegen Israel

- Kroatien gegen Irland

- Dänemark gegen Kroatien

- Israel gegen Irland

- Dänemark gegen Irland

- Israel gegen Kroatien

#### Gruppe 2
| Gruppe 2 |          |        |     |   |   |    |    |      |
|          | Team     | Punkte | Sp. | G | V | g  | v  | Diff |
| 1        | England  | 3      | 3   | 3 | 0 | 15 | 0  | +15  |
| 2        | Ungarn   | 2      | 3   | 2 | 1 | 8  | 7  | +1   |
| 3        | Slowakei | 1      | 3   | 1 | 2 | 6  | 9  | −3   |
| 4        | Grönland | 0      | 3   | 0 | 3 | 1  | 14 | −13  |

| 13. Februar | England  | 5 | 0 | Ungarn   |
| 13. Februar | Slowakei | 5 | 0 | Grönland |
| 14. Februar | England  | 5 | 0 | Slowakei |
| 14. Februar | Ungarn   | 4 | 1 | Grönland |
| 15. Februar | England  | 5 | 0 | Grönland |
| 15. Februar | Ungarn   | 4 | 1 | Slowakei |

- England gegen Ungarn

- Slowakei gegen Grönland

- England gegen Slowakei

- Ungarn gegen Grönland

- England gegen Grönland

- Ungarn gegen Slowakei

#### Gruppe 3
| Gruppe 3 |               |        |     |   |   |    |    |      |
|          | Team          | Punkte | Sp. | G | V | g  | v  | Diff |
| 1        | Deutschland   | 3      | 3   | 3 | 0 | 15 | 0  | +15  |
| 2        | Island        | 2      | 3   | 2 | 1 | 8  | 7  | +1   |
| 3        | Luxemburg     | 1      | 3   | 1 | 2 | 5  | 10 | −5   |
| 4        | Aserbaidschan | 0      | 3   | 0 | 3 | 2  | 13 | −11  |

| 13. Februar | Deutschland | 5 | 0 | Island        |
| 13. Februar | Luxemburg   | 4 | 1 | Aserbaidschan |
| 14. Februar | Deutschland | 5 | 0 | Luxemburg     |
| 14. Februar | Island      | 4 | 1 | Aserbaidschan |
| 15. Februar | Deutschland | 5 | 0 | Aserbaidschan |
| 15. Februar | Island      | 4 | 1 | Luxemburg     |

- Deutschland gegen Island

- Luxemburg gegen Aserbaidschan

- Deutschland gegen Luxemburg

- Island gegen Aserbaidschan

- Deutschland gegen Aserbaidschan

- Island gegen Luxemburg

#### Gruppe 4
| Gruppe 4 |           |        |     |   |   |    |    |      |
|          | Team      | Punkte | Sp. | G | V | g  | v  | Diff |
| 1        | Russland  | 3      | 3   | 3 | 0 | 13 | 2  | +11  |
| 2        | Bulgarien | 2      | 3   | 2 | 1 | 8  | 7  | +1   |
| 3        | Spanien   | 1      | 3   | 1 | 2 | 7  | 8  | −1   |
| 4        | Belgien   | 0      | 3   | 0 | 3 | 2  | 13 | −11  |

| 13. Februar | Russland  | 4 | 1 | Bulgarien |
| 13. Februar | Spanien   | 4 | 1 | Belgien   |
| 14. Februar | Russland  | 4 | 1 | Spanien   |
| 14. Februar | Bulgarien | 4 | 1 | Belgien   |
| 15. Februar | Russland  | 5 | 0 | Belgien   |
| 15. Februar | Bulgarien | 3 | 2 | Spanien   |

- Russland gegen Bulgarien

- Spanien gegen Belgien

- Russland gegen Spanien

- Bulgarien gegen Belgien

- Russland gegen Belgien

- Bulgarien gegen Spanien

#### Gruppe 5
| Gruppe 5 |            |        |     |   |   |    |    |      |
|          | Team       | Punkte | Sp. | G | V | g  | v  | Diff |
| 1        | Frankreich | 3      | 3   | 3 | 0 | 15 | 0  | +15  |
| 2        | Ukraine    | 2      | 3   | 2 | 1 | 9  | 6  | +3   |
| 3        | Österreich | 1      | 3   | 1 | 2 | 5  | 10 | −5   |
| 4        | Litauen    | 0      | 3   | 0 | 3 | 1  | 14 | −13  |

| 13. Februar | Frankreich | 5 | 0 | Ukraine    |
| 13. Februar | Österreich | 4 | 1 | Litauen    |
| 14. Februar | Ukraine    | 5 | 0 | Litauen    |
| 14. Februar | Frankreich | 5 | 0 | Österreich |
| 15. Februar | Frankreich | 5 | 0 | Litauen    |
| 15. Februar | Ukraine    | 4 | 1 | Österreich |

- Frankreich gegen Ukraine

- Österreich gegen Litauen

- Ukraine gegen Litauen

- Frankreich gegen Österreich

- Frankreich gegen Litauen

- Ukraine gegen Österreich

#### Gruppe 6
| Gruppe 6 |            |        |     |   |   |    |    |      |
|          | Team       | Punkte | Sp. | G | V | g  | v  | Diff |
| 1        | Polen      | 3      | 3   | 3 | 0 | 13 | 2  | +11  |
| 2        | Tschechien | 2      | 3   | 2 | 1 | 11 | 4  | +7   |
| 3        | Italien    | 1      | 3   | 1 | 2 | 3  | 12 | −9   |
| 4        | Portugal   | 0      | 3   | 0 | 3 | 3  | 12 | −9   |

| 13. Februar | Portugal | 0 | 5 | Tschechien |
| 13. Februar | Polen    | 5 | 0 | Italien    |
| 14. Februar | Polen    | 4 | 1 | Portugal   |
| 14. Februar | Italien  | 0 | 5 | Tschechien |
| 15. Februar | Polen    | 4 | 1 | Tschechien |
| 15. Februar | Italien  | 3 | 2 | Portugal   |

- Portugal gegen Tschechien

- Polen gegen Italien

- Polen gegen Portugal

- Italien gegen Tschechien

- Polen gegen Tschechien

- Italien gegen Portugal

#### Gruppe 7
| Gruppe 7 |          |        |     |   |   |    |    |      |
|          | Team     | Punkte | Sp. | G | V | g  | v  | Diff |
| 1        | Finnland | 4      | 4   | 4 | 0 | 19 | 1  | +18  |
| 2        | Türkei   | 3      | 4   | 3 | 1 | 13 | 7  | +6   |
| 3        | Estland  | 2      | 4   | 2 | 2 | 12 | 8  | +4   |
| 4        | Norwegen | 1      | 4   | 1 | 3 | 6  | 14 | −8   |
| 5        | Lettland | 0      | 4   | 0 | 4 | 0  | 20 | −20  |

| 13. Februar | Finnland | 5 | 0 | Estland  |
| 13. Februar | Norwegen | 0 | 5 | Türkei   |
| 14. Februar | Finnland | 5 | 0 | Norwegen |
| 14. Februar | Estland  | 5 | 0 | Lettland |
| 14. Februar | Finnland | 5 | 0 | Türkei   |
| 14. Februar | Norwegen | 5 | 0 | Lettland |
| 15. Februar | Estland  | 4 | 1 | Norwegen |
| 15. Februar | Türkei   | 5 | 0 | Lettland |
| 15. Februar | Finnland | 5 | 0 | Lettland |
| 15. Februar | Estland  | 2 | 3 | Türkei   |

- Finnland gegen Estland

- Norwegen gegen Türkei

- Finnland gegen Norwegen

- Estland gegen Lettland

- Finnland gegen Türkei

- Norwegen gegen Lettland

- Estland gegen Norwegen

- Türkei gegen Lettland

- Finnland gegen Lettland

- Estland gegen Türkei

### Endrunde
|  | Viertelfinale          | Viertelfinale          |  |  | Halbfinale             | Halbfinale             |   |  | Finale | Finale |
|  |                        |                        |  |  |                        |                        |   |  |        |        |
|  | 16. Februar 2018 13:00 |                        |  |  |                        |                        |   |  |        |        |
|  | 1 Dänemark             | 3                      |  |  | 17. Februar 2018 16:00 | 17. Februar 2018 16:00 |   |  |        |        |
|  | 7 Finnland             | 0                      |  |  | Dänemark               | 3                      |   |  |        |        |
|  | 16. Februar 2018 15:00 | 16. Februar 2018 15:00 |  |  | Deutschland            | 0                      |   |  |        |        |
|  | 3 Deutschland          | 3                      |  |  | 18. Februar 2018 16:00 | 18. Februar 2018 16:00 |   |  |        |        |
|  | 6 Tschechien           | 1                      |  |  | Dänemark               | 3                      |   |  |        |        |
|  | 16. Februar 2018 14:00 | 16. Februar 2018 14:00 |  |  |                        | England                | 1 |  |        |        |
|  | 5 Frankreich           | 3                      |  |  | 17. Februar 2018 14:00 | 17. Februar 2018 14:00 |   |  |        |        |
|  | 4 Russland             | 2                      |  |  | Frankreich             | 1                      |   |  |        |        |
|  | 16. Februar 2018 15:30 | 16. Februar 2018 15:30 |  |  | England                | 3                      |   |  |        |        |
|  | 6 Polen                | 0                      |  |  |                        |                        |   |  |        |        |
|  | 2 England              | 3                      |  |  |                        |                        |   |  |        |        |

#### Viertelfinale
| 16. Februar | Dänemark                                   | 3 - 0 | Finnland                      |                     |
| ----------- | ------------------------------------------ | ----- | ----------------------------- | ------------------- |
| MS          | Anders Antonsen                            | 1-0   | Kalle Koljonen                | 19-21, 21-16, 21-16 |
| MS          | Emil Holst                                 | 1-0   | Iikka Heino                   | 21-9, 21-11         |
| MS          | Jan Ø. Jørgensen                           | 1-0   | Henri Aarnio                  | 21-11, 23-21        |
| MD          | Kim Astrup / Mathias Christiansen          |       | Anton Kaisti / Oskari Larkimo | nicht gespielt      |
| MD          | Mads Conrad-Petersen / Mads Pieler Kolding |       | Henri Aarnio / Iikka Heino    | nicht gespielt      |

| 16. Februar | Deutschland                          | 3 - 1 | Tschechien                |                     |
| ----------- | ------------------------------------ | ----- | ------------------------- | ------------------- |
| MS          | Marc Zwiebler                        | 1-0   | Adam Mendrek              | 21-13, 21-17        |
| MS          | Kai Schäfer                          | 1-0   | Milan Ludík               | 21-18, 17-21, 21-15 |
| MS          | Max Weißkirchen                      | 0-1   | Jan Louda                 | 19-21, 18-21        |
| MD          | Jones Ralfy Jansen / Josche Zurwonne | 1-0   | Ondřej Král / Milan Ludík | 21-17, 21-16        |
| MD          | Mark Lamsfuß / Marvin Seidel         |       | Jakub Bitman / Jan Louda  | nicht gespielt      |

| 16. Februar | Frankreich                          | 3 - 2 | Russland                             |              |
| ----------- | ----------------------------------- | ----- | ------------------------------------ | ------------ |
| MS          | Brice Leverdez                      | 1-0   | Vladimir Malkov                      | 21-15, 21-15 |
| MD          | Bastian Kersaudy / Julien Maio      | 0-1   | Vladimir Ivanov / Alexandr Zinchenko | 20-22, 7-21  |
| MS          | Lucas Corvée                        | 1-0   | Sergey Sirant                        | 21-17, 21-17 |
| MD          | Thom Gicquel / Gaëtan Mittelheisser | 0-1   | Rodion Alimov / Ivan Sozonov         | 9-21, 18-21  |
| MS          | Lucas Claerbout                     | 1-0   | Shokhzod Gulomzoda                   | 21-15, 21-6  |

| 16. Februar | Polen                             | 0 - 3 | England                        | Polen – England : 0-3 \| |
| ----------- | --------------------------------- | ----- | ------------------------------ | ------------------------ |
| MS          | Michał Rogalski                   | 0-1   | Rajiv Ouseph                   | 11-21, 14-21             |
| MD          | Miłosz Bochat / Adam Cwalina      | 0-1   | Marcus Ellis / Chris Langridge | 16-21, 13-21             |
| MS          | Adrian Dziółko                    | 0-1   | Sam Parsons                    | 21-19, 17-21, 16-21      |
| MD          | Michał Rogalski / Paweł Śmiłowski |       | Peter Briggs / Sean Vendy      | nicht gespielt           |
| MS          | Krzysztof Jakowczuk               |       | David Jones                    | nicht gespielt           |

#### Halbfinale
| 17. Februar | Dänemark                                   | 3 - 1 | Deutschland                          |                     |
| ----------- | ------------------------------------------ | ----- | ------------------------------------ | ------------------- |
| MS          | Anders Antonsen                            | 1-0   | Marc Zwiebler                        | 21-13, 19-21, 21-16 |
| MD          | Mads Conrad-Petersen / Mads Pieler Kolding | 1-0   | Jones Ralfy Jansen / Josche Zurwonne | 21-14, 21-10        |
| MS          | Emil Holst                                 | 0-1   | Kai Schäfer                          | 18-21, 18-21        |
| MD          | Kim Astrup / Mathias Christiansen          | 1-0   | Mark Lamsfuß / Marvin Seidel         | 21-17, 2523         |
| MS          | Jan Ø. Jørgensen                           |       | Max Weißkirchen                      | nicht gespielt      |

| 17. Februar | Frankreich                       | 1 - 3 | England                        |                     |
| ----------- | -------------------------------- | ----- | ------------------------------ | ------------------- |
| MS          | Brice Leverdez                   | 0-1   | Rajiv Ouseph                   | 14-21, 21-17, 13-21 |
| MD          | Bastian Kersaudy / Julien Maio   | 0-1   | Marcus Ellis / Chris Langridge | 9-21, 17-21         |
| MS          | Lucas Corvée                     | 1-0   | Sam Parsons                    | 21-15, 21-17        |
| MD          | Thom Gicquel / Toma Junior Popov | 0-1   | Peter Briggs / Sean Vendy      | 1621, 15-21         |
| MS          | Lucas Claerbout                  |       | David Jones                    | nicht gespielt      |

#### Finale
| 18. Februar | Dänemark                                   | 3 - 1 | England                        |                     |
| ----------- | ------------------------------------------ | ----- | ------------------------------ | ------------------- |
| MS          | Anders Antonsen                            | 1-0   | Rajiv Ouseph                   | 12-21, 21-15, 21-19 |
| MD          | Mads Conrad-Petersen / Mads Pieler Kolding | 1-0   | Marcus Ellis / Chris Langridge | 21-18, 21-13        |
| MS          | Emil Holst                                 | 0-1   | Sam Parsons                    | 16-21, 10-21        |
| MD          | Kim Astrup / Mathias Christiansen          | 1-0   | Peter Briggs / Sean Vendy      | 19-21, 29-27, 21-12 |
| MS          | Jan Ø. Jørgensen                           |       | David Jones                    | nicht gespielt      |

## Damen

### Teams
| Gruppe 1                        | Gruppe 2                         | Gruppe 3                           | Gruppe 4                         | Gruppe 5                              | Gruppe 6                          |
| ------------------------------- | -------------------------------- | ---------------------------------- | -------------------------------- | ------------------------------------- | --------------------------------- |
| Dänemark Schweden Israel Island | Spanien Ungarn Portugal Slowakei | Deutschland Litauen Ukraine Irland | Russland Türkei Estland Lettland | Bulgarien Frankreich Grönland Belarus | England Norwegen Tschechien Polen |

### Gruppenphase

#### Gruppe 1
| Gruppe 1 |          |        |     |   |   |    |    |      |
|          | Team     | Punkte | Sp. | G | V | g  | v  | Diff |
| 1        | Dänemark | 3      | 3   | 3 | 0 | 19 | 1  | +18  |
| 2        | Schweden | 2      | 3   | 2 | 1 | 10 | 5  | +5   |
| 3        | Israel   | 1      | 3   | 1 | 2 | 4  | 11 | −7   |
| 4        | Island   | 0      | 3   | 0 | 3 | 2  | 18 | −16  |

| 13. Februar | Dänemark | 4 | 1 | Schweden |
| 13. Februar | Israel   | 3 | 2 | Island   |
| 14. Februar | Dänemark | 5 | 0 | Israel   |
| 14. Februar | Schweden | 5 | 0 | Island   |
| 14. Februar | Dänemark | 5 | 0 | Island   |
| 14. Februar | Schweden | 4 | 1 | Israel   |

- Israel gegen Island

- Dänemark gegen Israel

- Schweden gegen Island

- Dänemark gegen Island

- Schweden gegen Israel

#### Gruppe 2
| Gruppe 2 |          |        |     |   |   |    |    |      |
|          | Team     | Punkte | Sp. | G | V | g  | v  | Diff |
| 1        | Spanien  | 3      | 3   | 3 | 0 | 11 | 4  | +7   |
| 2        | Ungarn   | 2      | 3   | 2 | 1 | 11 | 4  | +7   |
| 3        | Slowakei | 1      | 3   | 1 | 2 | 6  | 9  | −3   |
| 4        | Portugal | 0      | 3   | 0 | 3 | 2  | 13 | −11  |

| 13. Februar | Spanien  | 3 | 2 | Ungarn   |
| 13. Februar | Portugal | 2 | 3 | Slowakei |
| 14. Februar | Spanien  | 5 | 0 | Portugal |
| 14. Februar | Ungarn   | 4 | 1 | Slowakei |
| 15. Februar | Spanien  | 3 | 2 | Slowakei |
| 15. Februar | Ungarn   | 5 | 0 | Portugal |

- Spanien gegen Ungarn

- Portugal gegen Slowakei

- Spanien gegen Portugal

- Ungarn gegen Slowakei

- Spanien gegen Slowakei

- Ungarn gegen Portugal

#### Gruppe 3
| Gruppe 3 |             |        |     |   |   |    |    |      |
|          | Team        | Punkte | Sp. | G | V | g  | v  | Diff |
| 1        | Deutschland | 3      | 3   | 3 | 0 | 15 | 0  | +15  |
| 2        | Ukraine     | 2      | 3   | 2 | 1 | 10 | 5  | +5   |
| 3        | Irland      | 1      | 3   | 1 | 2 | 5  | 10 | −5   |
| 4        | Litauen     | 0      | 3   | 0 | 3 | 0  | 15 | −15  |

| 13. Februar | Ukraine     | 5 | 0 | Irland  |
| 13. Februar | Deutschland | 5 | 0 | Litauen |
| 14. Februar | Deutschland | 5 | 0 | Ukraine |
| 14. Februar | Litauen     | 0 | 5 | Irland  |
| 15. Februar | Deutschland | 5 | 0 | Irland  |
| 15. Februar | Litauen     | 0 | 5 | Ukraine |

- Ukraine gegen Irland

- Deutschland gegen Litauen

- Deutschland gegen Ukraine

- Litauen gegen Irland

- Deutschland gegen Irland

- Litauen gegen Ukraine

#### Gruppe 4
| Gruppe 4 |          |        |     |   |   |    |    |      |
|          | Team     | Punkte | Sp. | G | V | g  | v  | Diff |
| 1        | Russland | 3      | 3   | 3 | 0 | 13 | 2  | +11  |
| 2        | Türkei   | 2      | 3   | 2 | 1 | 11 | 4  | +7   |
| 3        | Estland  | 1      | 3   | 1 | 2 | 6  | 9  | −3   |
| 4        | Litauen  | 0      | 3   | 0 | 3 | 0  | 15 | −15  |

| 13. Februar | Russland | 3 | 2 | Türkei   |
| 13. Februar | Estland  | 5 | 0 | Lettland |
| 14. Februar | Türkei   | 5 | 0 | Lettland |
| 14. Februar | Russland | 5 | 0 | Estland  |
| 15. Februar | Russland | 5 | 0 | Lettland |
| 15. Februar | Türkei   | 4 | 1 | Estland  |

- Russland gegen Türkei

- Estland gegen Lettland

- Türkei gegen Lettland

- Russland gegen Estland

- Russland gegen Lettland

- Türkei gegen Estland

#### Gruppe 5
| Gruppe 5 |            |        |     |   |   |    |    |      |
|          | Team       | Punkte | Sp. | G | V | g  | v  | Diff |
| 1        | Bulgarien  | 3      | 3   | 3 | 0 | 13 | 2  | +11  |
| 2        | Frankreich | 2      | 3   | 2 | 1 | 12 | 3  | +9   |
| 3        | Belarus    | 1      | 3   | 1 | 2 | 5  | 10 | −5   |
| 4        | Grönland   | 0      | 3   | 0 | 3 | 0  | 15 | −15  |

| 13. Februar | Grönland   | 0 | 5 | Belarus    |
| 13. Februar | Bulgarien  | 3 | 2 | Frankreich |
| 14. Februar | Bulgarien  | 5 | 0 | Grönland   |
| 14. Februar | Frankreich | 5 | 0 | Belarus    |
| 15. Februar | Bulgarien  | 5 | 0 | Belarus    |
| 15. Februar | Frankreich | 5 | 0 | Grönland   |

- Grönland gegen Belarus

- Bulgarien gegen Frankreich

- Bulgarien gegen Grönland

- Frankreich gegen Belarus

- Bulgarien gegen Belarus

- Frankreich gegen Grönland

#### Gruppe 6
| Gruppe 6 |            |        |     |   |   |    |    |      |
|          | Team       | Punkte | Sp. | G | V | g  | v  | Diff |
| 1        | England    | 3      | 3   | 3 | 0 | 14 | 1  | +13  |
| 2        | Polen      | 2      | 3   | 2 | 1 | 7  | 8  | −1   |
| 3        | Tschechien | 1      | 3   | 1 | 2 | 7  | 8  | −1   |
| 4        | Norwegen   | 0      | 3   | 0 | 3 | 2  | 13 | −11  |

| 13. Februar | England    | 5 | 0 | Norwegen   |
| 13. Februar | Tschechien | 2 | 3 | Polen      |
| 14. Februar | England    | 4 | 1 | Tschechien |
| 14. Februar | Norwegen   | 1 | 4 | Polen      |
| 15. Februar | England    | 5 | 0 | Polen      |
| 15. Februar | Norwegen   | 1 | 4 | Tschechien |

- England gegen Norwegen

- Tschechien gegen Polen

- England gegen Tschechien

- Norwegen gegen Polen

- England gegen Polen

- Norwegen gegen Tschechien

### Endrunde
|  | Viertelfinale          | Viertelfinale          |  |  | Halbfinale             | Halbfinale             |   |  | Finale | Finale |
|  |                        |                        |  |  |                        |                        |   |  |        |        |
|  | 16. Februar 2018 10:00 |                        |  |  |                        |                        |   |  |        |        |
|  | 1 Dänemark             | 3                      |  |  | 17. Februar 2018 18:00 | 17. Februar 2018 18:00 |   |  |        |        |
|  | 6 England              | 0                      |  |  | Dänemark               | 3                      |   |  |        |        |
|  | 16. Februar 2018 12:00 | 16. Februar 2018 12:00 |  |  | Russland               | 1                      |   |  |        |        |
|  | 4 Russland             | 3                      |  |  | 18. Februar 2018 12:00 | 18. Februar 2018 12:00 |   |  |        |        |
|  | 5 Bulgarien            | 1                      |  |  | Dänemark               | 3                      |   |  |        |        |
|  | 16. Februar 2018 11:00 | 16. Februar 2018 11:00 |  |  |                        | Deutschland            | 1 |  |        |        |
|  | 5 Frankreich           | 0                      |  |  | 17. Februar 2018 18:00 | 17. Februar 2018 18:00 |   |  |        |        |
|  | 3 Deutschland          | 3                      |  |  | Deutschland            | 3                      |   |  |        |        |
|  | 16. Februar 2018 13:30 | 16. Februar 2018 13:30 |  |  | Spanien                | 2                      |   |  |        |        |
|  | 4 Türkei               | 2                      |  |  |                        |                        |   |  |        |        |
|  | 2 Spanien              | 3                      |  |  |                        |                        |   |  |        |        |

#### Viertelfinale
| 16. Februar | Dänemark                                  | 3 - 0 | England                     |                     |
| ----------- | ----------------------------------------- | ----- | --------------------------- | ------------------- |
| DE          | Mia Blichfeldt                            | 1-0   | Chloe Birch                 | 18-21, 21-19, 21-17 |
| DD          | Kamilla Rytter Juhl / Christinna Pedersen | 1-0   | Jessica Pugh / Sarah Walker | 21-13, 21-13        |
| DE          | Line Kjærsfeldt                           | 1-0   | Grace King                  | 5-2 ret.            |
| DD          | Maiken Fruergaard / Sara Thygesen         |       | Jenny Moore / Lauren Smith  | nicht gespielt      |
| DE          | Natalia Koch Rohde                        |       | Abigail Holden              | nicht gespielt      |

| 16. Februar | Russland                             | 3 - 1 | Bulgarien                             |                     |
| ----------- | ------------------------------------ | ----- | ------------------------------------- | ------------------- |
| DE          | Evgeniya Kosetskaya                  | 1-0   | Linda Zechiri                         | 16-21, 21-13, 21-15 |
| DE          | Natalia Perminova                    | 1-0   | Mariya Mitsova                        | 21-18, 7-21, 21-18  |
| DD          | Anastasiia Akchurina / Olga Morozova | 0-1   | Gabriela Stoeva / Stefani Stoeva      | 9-21, 21-19, 9-21   |
| DE          | Anastasiia Pustinskaia               | 1-0   | Maria Delcheva                        | 21-9, 21-14         |
| DD          | Ekaterina Bolotova / Alina Davletova |       | Mariya Mitsova / Dimitria Popstoikova | nicht gespielt      |

| 16. Februar | Frankreich                    | 0 - 3 | Deutschland                         |                     |
| ----------- | ----------------------------- | ----- | ----------------------------------- | ------------------- |
| DE          | Yaëlle Hoyaux                 | 0-1   | Fabienne Deprez                     | 21-11, 21-23, 13-21 |
| DD          | Émilie Lefel / Anne Tran      | 0-1   | Isabel Herttrich / Carla Nelte      | 12-21, 21-19, 16-21 |
| DE          | Marie Batomene                | 0-1   | Luise Heim                          | 11-21, 9-21         |
| DD          | Delphine Delrue / Léa Palermo |       | Johanna Goliszewski / Lara Käpplein | nicht gespielt      |
| DE          | Léonice Huet                  |       | Yvonne Li                           | nicht gespielt      |

| 16. Februar | Türkei                          | 2 - 3 | Spanien                           |                     |
| ----------- | ------------------------------- | ----- | --------------------------------- | ------------------- |
| DE          | Neslihan Yiğit                  | 0-1   | Carolina Marín                    | 3-21, 11-21         |
| DE          | Aliye Demirbağ                  | 0-1   | Beatriz Corrales                  | 21-7, 15-21, 15-21  |
| DE          | Özge Bayrak                     | 1-0   | Sara Peñalver Pereira             | 21-13, 21-10        |
| DD          | Bengisu Erçetin / Nazlıcan İnci | 1-0   | Elena Fernandez / Lorena Uslé     | 20-22, 21-16, 21-11 |
| DD          | Özge Bayrak / Neslihan Yiğit    | 0-1   | Beatriz Corrales / Carolina Marín | 22-24, 15-21        |

#### Halbfinale
| 17. Februar | Dänemark                                  | 3 - 1 | Russland                             | score \|           |
| ----------- | ----------------------------------------- | ----- | ------------------------------------ | ------------------ |
| DE          | Mia Blichfeldt                            | 0-1   | Evgeniya Kosetskaya                  | 20-22, 21-15, 9-21 |
| DD          | Kamilla Rytter Juhl / Christinna Pedersen | 1-0   | Anastasiia Akchurina / Olga Morozova | 21-12, 21-19       |
| DE          | Line Kjærsfeldt                           | 1-0   | Natalia Perminova                    | 21-14, 22-20       |
| DD          | Maiken Fruergaard / Sara Thygesen         | 1-0   | Ekaterina Bolotova / Alina Davletova | 21-17, 21-10       |
| DE          | Natalia Koch Rohde                        |       | Anastasiia Pustinskaia               | nicht gespielt     |

| 17. Februar | Deutschland                       | 3 - 2 | Spanien                           |              |
| ----------- | --------------------------------- | ----- | --------------------------------- | ------------ |
| DE          | Fabienne Deprez                   | 0-1   | Carolina Marín                    | 14-21, 6-21  |
| DE          | Luise Heim                        | 0-1   | Beatriz Corrales                  | 18-21, 12-21 |
| DD          | Isabel Herttrich / Lara Käpplein  | 1-0   | Elena Fernandez / Lorena Uslé     | 21-12, 21-7  |
| DE          | Yvonne Li                         | 1-0   | Sara Peñalver Pereira             | 21-16, 21-13 |
| DD          | Johanna Goliszewski / Carla Nelte | 1-0   | Beatriz Corrales / Carolina Marín | 21-13, 21-9  |

#### Finale
| 18. Februar | Dänemark                                  | 3 - 1 | Deutschland                       |                    |
| ----------- | ----------------------------------------- | ----- | --------------------------------- | ------------------ |
| DE          | Mia Blichfeldt                            | 0-1   | Fabienne Deprez                   | 15-21, 15-21       |
| DD          | Kamilla Rytter Juhl / Christinna Pedersen | 1-0   | Isabel Herttrich / Olga Konon     | 21-15, 21-11       |
| DE          | Line Kjærsfeldt                           | 1-0   | Luise Heim                        | 16-21, 21-8, 21-13 |
| DD          | Maiken Fruergaard / Sara Thygesen         | 1-0   | Johanna Goliszewski / Carla Nelte | 21-19, 21-14       |
| DE          | Natalia Koch Rohde                        |       | Yvonne Li                         | nicht gespielt     |